# Keita Isozaki
Keita Isozaki (født 17. november 1980) er en japansk fodboldspiller.
Han har spillet for flere forskellige klubber i sin karriere, herunder Shonan Bellmare, Mito HollyHock, Vegalta Sendai og Sagan Tosu.